# Aldinga Scrub Conservation Park
Aldinga Scrub Conservation Park är en park i Australien. Den ligger i delstaten South Australia, omkring 43 kilometer söder om delstatshuvudstaden Adelaide. Aldinga Scrub Conservation Park ligger 22 meter över havet.
Närmaste större samhälle är Morphett Vale, omkring 19 kilometer norr om Aldinga Scrub Conservation Park. 
Trakten runt Aldinga Scrub Conservation Park består till största delen av jordbruksmark. Runt Aldinga Scrub Conservation Park är det ganska glesbefolkat, med 29 invånare per kvadratkilometer. Genomsnittlig årsnederbörd är 729 millimeter. Den regnigaste månaden är juni, med i genomsnitt 133 mm nederbörd, och den torraste är december, med 21 mm nederbörd.